# Premis Ondas 1985
Els Premis Ondas 1985 van ser la trenta-dosena edició dels Premis Ondas, atorgats el 1985 per dos jurats de la UER. En aquesta edició es diferencien les categories: Premis Nacionals de ràdio o televisió, internacionals de ràdio i internacionals de televisió.

## Nacionals de ràdio
- La Calle de Europa de RNE[2]

## Internacionals de ràdio
- Don't Stop Now - It's Fundation, BBC Radio 4
- Radiotello, RAI
- The silver of the mirror, Raidió Teilifís Éireann
- Urlik, JRT/Ràdio Belgrad

## Internacionals de televisió
- Nightline, ABC News
- Andre et Jacqueline / Vendredi, FR3
- De burgemeester van Veurne, Belgische Radio- en Televisieomroep
- Armação Ilimitada, Rede Globo
- Automania, UKIB/Central Independent TV